# Molas (Haute-Garonne)
Molas ist eine französische Gemeinde mit 164 Einwohnern (Stand 1. Januar 2022) im Département Haute-Garonne in der Region Okzitanien (zuvor Midi-Pyrénées). Die Einwohner werden als Molassiens bezeichnet.

## Geographie
Die Gemeinde wird vom Fluss Gesse durchquert. An der östlichen Gemeindegrenze verläuft das Flüsschen Larjo, das hier in die Gesse einmündet.
Umgeben wird Molas von den fünf Nachbargemeinden:
| Villefranche | Tournan                                     |                 |
| Gaujan       | Kompassrose, die auf Nachbargemeinden zeigt | L’Isle-en-Dodon |
|              | Puymaurin                                   |                 |

## Bevölkerungsentwicklung
| Jahr                      | 1962 | 1968 | 1975 | 1982 | 1990 | 1999 | 2006 | 2011 | 2016 |
| ------------------------- | ---- | ---- | ---- | ---- | ---- | ---- | ---- | ---- | ---- |
| Einwohner                 | 175  | 162  | 136  | 134  | 121  | 146  | 162  | 162  | 166  |
| Quelle: Cassini und INSEE |      |      |      |      |      |      |      |      |      |

## Sehenswürdigkeiten
- Kirche St-Roch, erbaut im 19. Jahrhundert